# أدولف لانغ
أدولف لانغ (بالمجرية: Láng Adolf) هو مهندس ومهندس معماري مجري، ولد في 15 يونيو 1848 في براغ في التشيك، وتوفي في 2 مايو 1913 في فيينا في النمسا.